# Жељко Божић
Жељко Божић (Београд, 29. септембар 1974 — Београд, 7. јун 2006) био је српски каскадер, глумац и сценариста.
После четрдесетодневне дубоке коме, у коју је запао од повреда задобијених 27. априла приликом неуспелог акробатског скока у запаљеном аутомобилу са Бранковог моста, Жељко Божић је преминуо 7. јуна у својој 32 години живота. Иза себе је оставио супругу Милкицу и синове Луку и Павла.

## Каскадер
1. Чарлстон за Огњенку (2008)
2. Good luck with that (2007)
3. Завет (2007)
4. Едуарт (2006)
5. Нафака (2006)
6. Fade to Black (2006)
7. Шејтанов ратник (2006)
8. Синовци (2006)
9. Условна слобода (2006)
10. Караула (2006)
11. Контакт (2005)
12. Made in YU (2005)
13. Венчање (2005)
14. Сва невидљива деца (2005)
15. Звезде љубави (2005)
16. Југ југоисток (2005)
17. Ми нисмо анђели 2 (2005)
18. Бал-Кан-Кан (2005)
19. "Ментол бомбона" (2004) ТВ серија
20. Сиви камион црвене боје (2004)
21. Испред прве линије (2004)
22. "Јелена" (2004) ТВ серија
23. "Стижу долари" (2004) ТВ серија
24. "Трагом Карађорђа" (2004) ТВ серија
25. Професионалац (2003)
26. "Неки нови клинци" (2003) ТВ серија
27. Кордон (2002)
28. "Лисице" (2002) ТВ серија
29. Заједничко путовање (2002) (ТВ)
30. Држава мртвих (2002)
31. 1 на 1 (2002)
32. Лавиринт (2002)
33. Све је за људе (2001)
34. Бумеранг (2001)
35. Апсолутних сто (2001)
36. Furto del tesoro, Il (2000)
37. "Impero, L'" (2000) ТВ мини-серија
38. Купи ми Елиота (1998)
39. "Породично благо" (1998) ТВ серија
40. Повратак лопова (1998)
41. The Peacemaker (1997)
42. Добродошли у Сарајево (1997)
43. Циганска Магија (1997)
44. "Горе доле" (1996) ТВ серија
45. Иван (1996) (ТВ)
46. Трећа срећа (1995)
47. Наслеђе (1995) (ТВ)

## Глумац
1. Контакт (2005)
2. Јелена" .... Тјелохранитељ (2004)
3. "Ментол бомбона" (2004) ТВ серија .... Божа
4. Сиви камион црвене боје (2004) .... словеначки војник
5. Професионалац (2003).... човјек кога замало прегази Лука
6. 1 на 1 (2002).... Тип са џипом
7. Тркач (2002)
8. Тајна породичног блага (2000)
9. Купи ми Елиота (1998) .... Конобар
10. "Горе доле" 1997) .... Златанов пајтос/Обезбеђење у коцкарници
11. Трећа срећа (1995) .... тјелохранитељ

## Сценариста
1. "Ментол бомбона" (2004) ТВ серија
2. Тркач (2002)